# Carabiniere (1909)
«Карабіньєре» (італ. Carabiniere) — ескадрений міноносець ВМС Італії типу «Сольдато» часів Першої світової війни.

## Історія створення
Корабель був закладений 7 листопада 1905 року на верфі «Ansaldo» в Генуї. Спущений на воду 12 жовтня 1909 року, вступив у стрій 26 січня 1910 року . 

## Історія служби
Есмінець «Карабіньєре» брав участь в італійсько-турецькій війні.
29-30 вересня 1911 року він взяв участь у бою біля Превези, під час якого було потоплено 3 турецькі міноносці і захоплений один допоміжний крейсер.
Після вступу Італії у Першу світову війну «Карабіньєре» був включений до складу 
IV ескадри есмінців (разом з однотипними «Аскаро», «Альпіно», «Понтьєре», «Фучільєре», а також «Дзеффіро»), яка базувалась у Бріндізіi.
24 травня 1915 року разом з «Альпіно», «Ланчере», «Фучільєре» і «Гарібальдіно» патрулював у Верхній Адріатиці'.
11 лютого 1917 року «Карабіньєре», «Фучільєре», «Понтьєре»,  «Альпіно», міноносці «19 OS», «20 OS», «21 OS», «22 OS» супроводжували французькі та італійські літаки, які здійснювали розвідку Пули. 
В ночі з 13 на 14 серпня «Анімозо», «Арденте», «Ардіто», «Джузеппе Чезаре Абба» , «Вінченцо Джованні Орсіні», «Джованні Ачербі», «Джузеппе Сірторі», «Франческо Стокко», «Карабіньєре» і «Понтьєре» вийшли з Венеції на перехоплення австро-угорської ескадри у складі есмінців «Штрайтер», «Река», «Велебіт», «Шарфшутце», «Дінара» та 6 міноносців. Але лише «Орсіні» мав нетривалий вогневий контакт із противником.
Після закінчення війни «Карабіньєре» перебував у портах Спліта, Трогіра, Дубровника та Корчули, зважаючи на напружені стосунки між італійцями та слов'янами (які завершились Інцидентом у Спліті )
У 1921 році «Карабіньєре» був перекласифікований у міноносець. 7 травня 1925 року він був виключений зі складу флоту і зданий на злам.